# Camponotus loa
Camponotus loa är en myrart som beskrevs av Mann 1919. Camponotus loa ingår i släktet hästmyror, och familjen myror.

## Underarter
Arten delas in i följande underarter:
- C. l. belli
- C. l. loa